# Africa Tedesca del Sud-Ovest
Africa tedesca del Sud-Ovest (in tedesco Deutsch-Südwestafrika) è il nome di una colonia dell'ex Impero tedesco corrispondente all'odierna Namibia.
La colonia esistette dal 1884 al 1919 quando, a seguito della sconfitta della Germania nella prima guerra mondiale, il territorio divenne un mandato della Società delle Nazioni affidato all'Impero britannico tramite l'Unione Sudafricana.

## Nascita della colonia

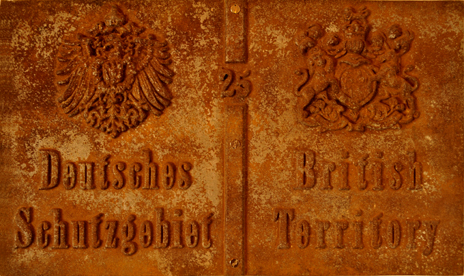
Linea di confine fra i territori tedeschi dell'Africa del Sud-Ovest e britannici del Sudafrica

Bandiera proposta per l'Africa Tedesca del Sud-Ovest

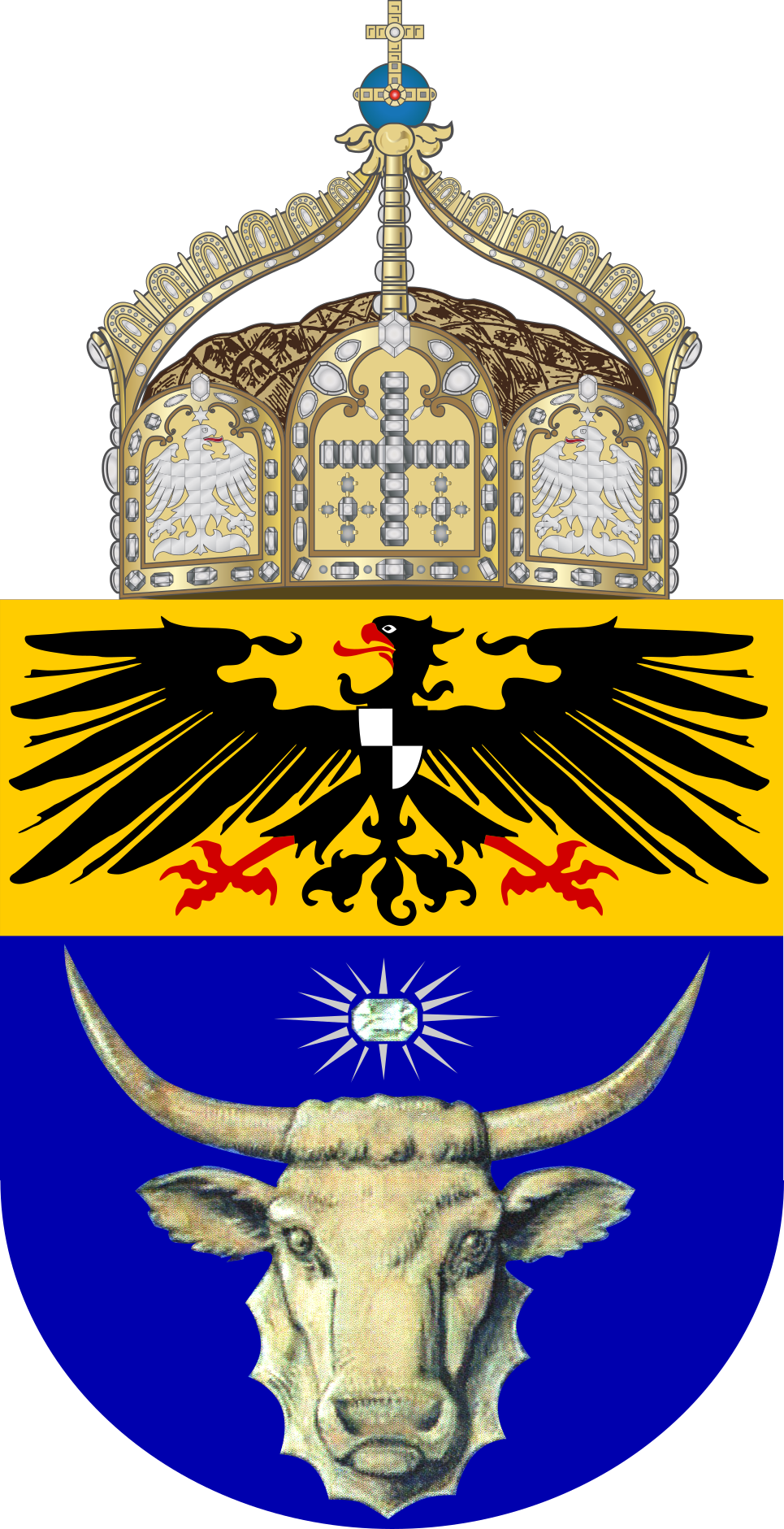
Stemma proposto per l'Africa Tedesca del Sud-Ovest

Nel 1883, il mercante tedesco di Amburgo Adolf Lüderitz acquistò, da un sovrano locale, una porzione di territorio nella zona di Angra Pequena (la città di Lüderitz e la costa ad essa adiacente sono così chiamate ancora oggi in suo onore). Il 24 aprile 1884, egli pose l'area sotto la protezione militare della Germania Imperiale per prevenire un'eventuale invasione britannica.
Il 24 aprile 1884, il cancelliere tedesco Bismarck dichiarò "colonia tedesca" un'area corrispondente a gran parte della Namibia moderna, eccetto l'enclave britannica di Walvis Bay e le isole dei Pinguini. La colonia, che aveva inizialmente un'estensione di 885.100 km², fu battezzata "Africa Tedesca del Sud-Ovest" (Deutsch-Südwestafrika). Sul suo territorio la bandiera tedesca fu issata il 7 agosto 1884, tre mesi prima dell'inizio della Conferenza di Berlino.
In ottobre il neo-nominato commissario per l'Africa Occidentale Tedesca, Gustav Nachtigal, giunse ad Angra Pequeña a bordo della SMS Möwe. Nell'aprile del 1885 fu fondata la Deutsche Kolonialgesellschaft für Südwest-Afrika, la quale presto acquistò i beni delle ormai fallite aziende di Lüderitz (annegato nel 1886 mentre prendeva parte ad una spedizione sul fiume Orange). Nel maggio dello stesso anno Ernst Heinrich Göring fu nominato Commissario e stabilì il suo governo a Otjimbingwe. Nel 1888 arrivò il primo gruppo di Schutztruppe ("Forza di protezione") per proteggere la base di Otjimbingwe; il distaccamento era formato da 2 ufficiali, 5 sottufficiali e 20 soldati neri.
La colonia si espanse nel 1890 mediante l'acquisizione del Dito di Caprivi (Südrand des Caprivizipfels), nel nord-est, che prometteva nuove rotte commerciali. Questo territorio fu acquisito grazie al trattato di Helgoland-Zanzibar tra la Gran Bretagna e la Germania.
L'Africa Tedesca del Sud-Ovest fu l'unica colonia dove i tedeschi si stabilirono in gran numero. I coloni erano attratti non solo dalle opportunità economiche offerte dall'estrazione dei diamanti e del rame, e specialmente dalla coltivazione della terra, ma anche dal fatto che questa era l'unica colonia tedesca in Africa posta a latitudini meno torride e quasi temperate. Nel 1902, la colonia aveva 200.000 abitanti, di cui 2.595 tedeschi, 1.354 Afrikaner e 452 inglesi. Negli anni seguenti, sino al 1914, arrivarono altri 9.000 coloni tedeschi. Nello stesso periodo, le popolazioni autoctone comprendevano circa 80.000 Herero, 60.000 Ovambo e 10.000 Nama, a cui ci si riferiva genericamente col nome di Ottentotti.

## Le rivolte delle popolazioni indigene
Il potere coloniale tedesco sulla Namibia fu consolidato con la forza e con "trattati di protezione" imposti alla popolazione locale. Attraverso questi mezzi, i coloni europei si appropriarono rapidamente del bestiame e della terra coltivabile. La popolazione non bianca non aveva, per contro, nessuna protezione legale da parte delle autorità. Questo stato di cose contribuì a creare una situazione di tensione che sfociò, a cavallo fra il XIX e il XX secolo, in una serie di scontri fra le popolazioni autoctone e l'esercito coloniale.
La prima Rivolta Ottentotta ebbe luogo fra il 1893 ed il 1894; a insorgere furono i Nama, guidati da Hendrik Witbooi. Negli anni successivi altri gruppi seguirono l'esempio dei Nama; particolarmente cruenta fu la rivolta degli Herero nel 1904. Furono attaccate fattorie isolate e vennero uccisi circa 150 coloni tedeschi. Le Schutztruppe, che contavano meno di 800 soldati e pochi ausiliari, ebbero inizialmente notevoli difficoltà a contenere gli insorti. Gli Herero arrivarono persino ad assediare le città di Okahandja e Windhoek e a distruggere il ponte ferroviario verso Osona. Sempre nel 1904, anche i Nama tornarono a sollevarsi, guidati da Hendrik Witbooi e Jakob Morenga (detto "il Napoleone nero").
Di fronte a questa situazione di crisi, il Kaiser inviò un contingente militare guidato dal generale Lothar von Trotha, dandogli l'incarico di stroncare la ribellione senza pietà, al fine di dare una "punizione esemplare" agli insorti. Le forze tedesche ebbero la meglio nella battaglia di Waterberg e, tenendo fede al proprio compito, von Trotha diede inizio a quello che viene spesso indicato come il primo genocidio del XX secolo. Gli Herero dovettero ritirarsi nell'arida Omaheke-Steppe (nella parte occidentale del deserto del Kalahari); i soldati tedeschi ebbero l'ordine di avvelenare le sorgenti d'acqua e di sparare a vista a qualsiasi Herero, anche disarmato. Alla fine della repressione, che si concluse intorno al 1908, i tedeschi avevano ucciso 40.000 Herero (il 75% della popolazione Herero complessiva), circa il 50% dei Nama, e un numero imprecisato di San, subendo un numero di perdite inferiore a 2000 uomini.
Le guerre portarono il paese a un regime ancora più duro, in cui il "lavoro forzato" dei neri era praticamente indistinguibile da una condizione di schiavitù, con una netta e invalicabile stratificazione della società su base razziale.

## La fine del colonialismo tedesco
All'inizio della prima guerra mondiale, le truppe britanniche e sudafricane aprirono per prime le ostilità; il 13 settembre 1914 assaltarono la stazione di polizia di Ramansdrift. I coloni tedeschi furono trasportati in campi di concentramento vicino a Pretoria e in seguito trasferiti a Pietermaritzburg. A causa della schiacciante superiorità delle truppe britanniche (appoggiate anche dagli Herero sopravvissuti) le Schutztruppen tedesche (insieme a gruppi di volontari boeri che le sostenevano) cedettero rapidamente. Il 9 luglio 1915, Victor Franke, l'ultimo comandante delle Schutztruppen, capitolò vicino a Khorab. Con questa sconfitta terminava il periodo di dominazione tedesca sulla Namibia, periodo di cui la Namibia moderna conserva molte tracce, dai numerosi toponimi in lingua tedesca a una presenza di circa 20.000 discendenti dei coloni.